# Perognathus flavus
Perognathus flavus es una especie de roedor de la familia Heteromyidae.

## Distribución geográfica
Se encuentran en México y Estados Unidos.